# Jan Loorbach
Jan Dirk Loorbach (Emmen, 17 juni 1947) is een Nederlandse advocaat, oud-basketballer en sportbestuurder. Van 1 maart 2010 tot  1 juli 2013 was hij de deken van de Nederlandse Orde van Advocaten.
Loorbach studeerde rechten aan de Rijksuniversiteit Groningen. Tijdens zijn studie speelde hij basketbal bij Donar, dat toen nog een subvereniging was van GSC Vindicat atque Polit. Loorbach (lengte 2,17 m) was een verdienstelijk center die ook het Nederlands team haalde. Na zijn studie vertrok hij naar Rotterdam, waar hij de sport nog een aantal jaren bij het toenmalige Rotterdam-Zuid heeft beoefend.
In Rotterdam begon Loorbach een carrière als advocaat. Hij beperkte zich niet tot het eigenlijke advocatenwerk, maar was ook actief als bestuurder, eerst op lokaal niveau, later ook in de landelijke orde. Zijn sportieve achtergrond en bestuurlijke ervaring zorgden ervoor dat hij ook in de sportwereld een gewild bestuurder werd. Hij werd onder meer bestuurslid van de NBB, chef de mission tijdens de Olympische Spelen in Sydney en bestuurslid van het NOC-NSF.